# برهان الحكيمي
برهان الحكيمي (مواليد 19 نوفمبر 1994 في تونس، تونس) لاعب كرة قدم تونسي يلعب في مركز الجناح.

## مسيرة اللاعب
لعب في الفئات السنية في أندية الصفاقسي والملعب القابسي ومستقبل قابس وأمل حمام سوسة وجمعية جربة والنادي الإفريقي و احترف بعدها في أندية جندوبة والصفاقسي والنجم المتلوي و احترف في السعودية في نادي نجران ونادي الأخدود ونادي الصفا.